# Zeta2 Antliae
Pour les articles homonymes, voir Zeta Antliae.
Désignations
Zeta2 Antliae (ζ2 Ant, ζ2 Antliae) est une étoile de la constellation australe de la Machine pneumatique. Sa magnitude apparente est de 5,91, ce qui la rend visible à l'œil nu bien que pâle. Les mesures de la parallaxe indiquent que l'étoile se trouve à environ ∼ 370 a.l. (∼ 113 pc) de la Terre.
Le type spectral de Zeta2 Antliae est A9 IV, la classe de luminosité IV indiquant qu'il s'agit d'une étoile sous-géante dont l'évolution stellaire l'éloigne de la séquence principale tandis qu'elle épuise l'hydrogène de son cœur. Elle est également cataloguée comme une étoile Am, ce qui indique que c'est une étoile chimiquement particulière qui montre d'importantes traces de métaux dans son spectre. Elle brille avec une luminosité d'approximativement 45 fois celle du Soleil, avec une température de surface de 7 273 K.